# F. M. Palacios Field
F. M. Palacios Field – stadion baseballowy na wyspie Saipan w Marianach Północnych. Może pomieścić 3000 osób.